# Конная (приток Верхней Анмы)
Конная — река в России, протекает по Молчановскому району Томской области. Устье реки находится в 10 км по правому берегу реки Верхняя Анма. Длина реки составляет 39 км.

## Данные водного реестра
По данным государственного водного реестра России относится к Верхнеобскому бассейновому округу, водохозяйственный участок реки — Обь от Новосибирского гидроузла до впадения реки Чулым, без рек Иня и Томь, речной подбассейн реки — бассейны притоков (Верхней) Оби до впадения Томи. Речной бассейн реки — (Верхняя) Обь до впадения Иртыша.
Код объекта в государственном водном реестре — 13010200712115200013800.